# Harald Strätz
Harald Strätz (* 17. Juli 1951 in Berlin-Neukölln; † 19. Juni 2013 in Wiesbaden) war ein deutscher Schriftsteller.

## Leben
Harald Strätz absolvierte von 1972 bis 1974 eine Ausbildung zum Diplom-Dokumentar an der Universitätsbibliothek der Technischen Universität Berlin, wo er anschließend als Dokumentar wirkte. Von 1982 bis 1990 arbeitete er als Bibliothekar an diversen Berliner Bibliotheken. Daneben war er freier Mitarbeiter für den Sender Freies Berlin und den Suhrkamp Verlag. Von 1991 bis 2003 war er bei der Stiftung Mitarbeit in Bonn beschäftigt und von 2006 bis 2010 im Bundesinstitut für Bevölkerungsforschung in Wiesbaden.
Neben seinem Beruf war Harald Strätz schriftstellerisch tätig. Er war Verfasser von erzählenden Werken und Hörfunkfeatures. 1984 nahm er am Ingeborg-Bachmann-Wettbewerb in Klagenfurt teil. 1986 erhielt er das Alfred-Döblin-Stipendium.

## Werke
- Frosch im Hals, Frankfurt am Main 1983, ISBN 3-518-37438-9